# Eidsberg
Eidsberg is een voormalige gemeente in de Noorse provincie Østfold. De gemeente telde 11.406 inwoners in januari 2017. Eidsberg ging in 2020 op in de fusiegemeente Indre Østfold.

## Plaatsen in de gemeente
- Mysen
- Slitu (deels)
- Trømborg

Aremark · Fredrikstad · Halden · Hvaler · Indre Østfold · Marker · Moss · Råde · Rakkestad · Sarpsborg · Skiptvet · Våler

Voormalige gemeentes: Askim · Eidsberg · Hobøl · Rømskog · Rygge · Spydeberg · Trøgstad